# Kamenica
Kamenica je obec na Slovensku v okrese Sabinov. Žije v ní přibližně 1 800 obyvatel.

## Historie
První písemná zmínka o vesnici pochází z roku 1248.

## Přírodní poměry
Obec se nachází na severovýchodním Slovensku v pohoří Čergov, 35 kilometrů severozápadně od krajského města Prešov a šestnáct kilometrů severozápadně od okresního města Sabinov. Obcí protéká říčka Kameničanka. V katastrálním území obce leží přírodní památka Bradlové pásmo a zasahuje do ní národní přírodní rezervace Čergovský Minčol.

## Pamětihodnosti
- Nad vesnicí se nachází zřícenina hradu Kamenica z první poloviny 13. století. Hrad byl zničen vojsky Šimona Forgáče v roce 1556, jeho zkáza byla dokonána použitím materiálu z hradu na postavení lihovaru v Lúčce v roce 1816. O zachování zbytků hradu se v současnosti stará občanské sdružení Kamenná věž.
- Partyzánský hrob s náhrobníkem
- Domy lidové architektury č. 320 a 62